# Bochnia
Bochnia é um município da Polônia, na voivodia da Pequena Polônia e no condado de Bochnia. Estende-se por uma área de 29,9 km², com 29 992 habitantes, segundo os censos de 2017, com uma densidade de 1004 hab/km².